# إينتشة قديم
إينتشة قديم هي قرية في مقاطعة شوط‌، إيران. عدد سكان هذه القرية هو 459 في سنة 2006.